# عدد کوفی

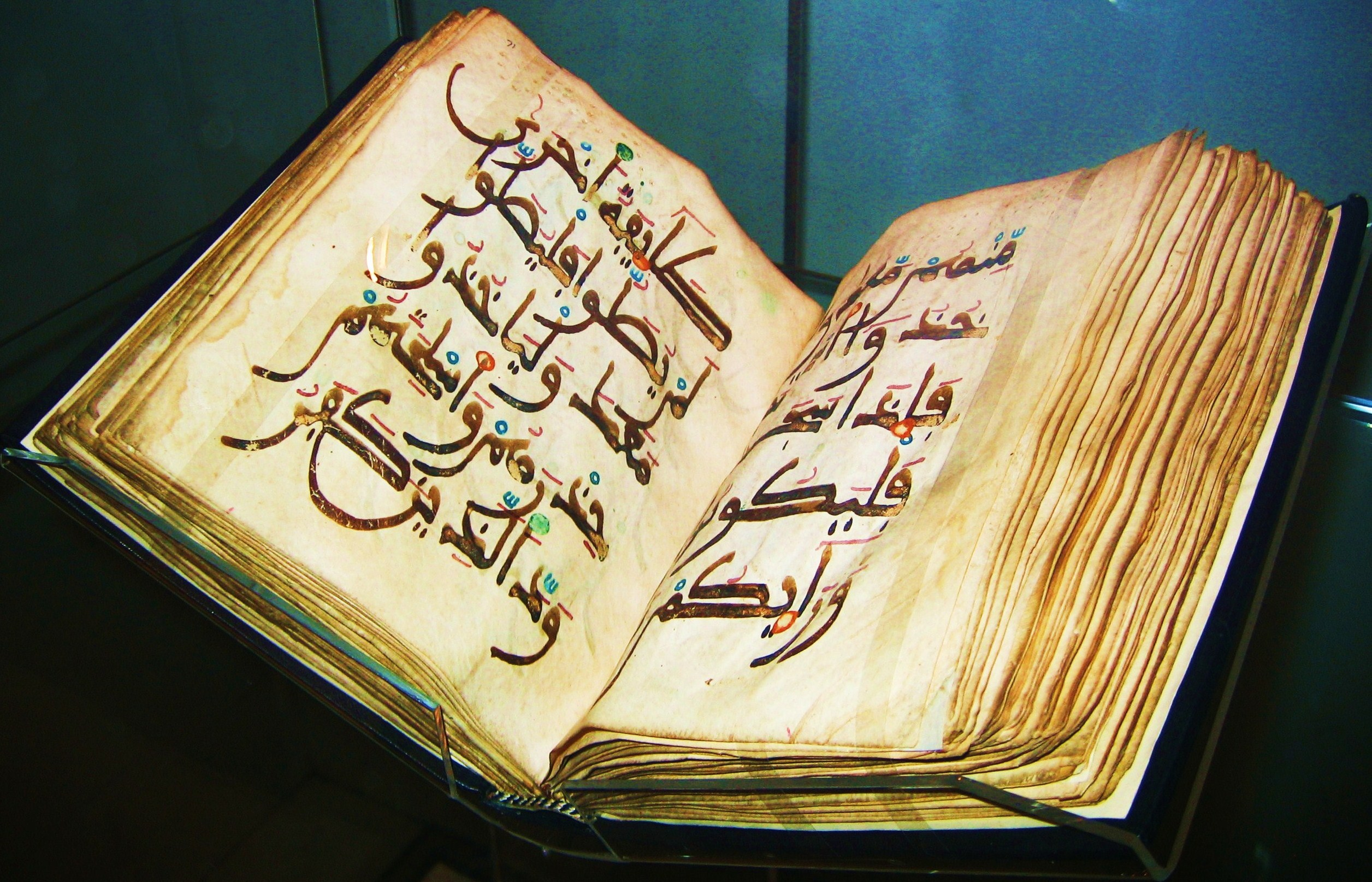
یک جلد از قدیمی‌ترین نسخه‌های موجود از کتاب قرآن که به خط کوفی نگاشته شده‌است. این کتاب اکنون در گنجینه موزه بریتانیا قرار دارد.

در مورد تعداد آیات قرآن اختلاف نظرهایی وجود دارد.

برخی از عواملی که باعث اختلاف در شمار آیات شده عبارتند از:
- عده‌ای حروف مقطعه را یک آیه شمرده‌اند، ولی برخی آن‌ها را یک آیه مستقل به حساب نیاورده‌اند.
- ابو عمر ودانی می‌گوید: من در قرآن کلمه‌ای جز "مدهامتان "[۲] کلمه دیگری نمی‌شناسم که یک آیه به حساب آمده باشد، در حالی که دیگران کلمات دیگری مانند: "والنجم "، "و الضحی "، "و العصر"را یک آیه مستقل شمرده‌اند.[۳]
- مهمترین علت اختلاف در شمارش آیات قرآن این است که محمد به منظور آگاه ساختن مردم به تمام شدن آیه، در انتهای آیه وقف می‌کرد، ولی گاهی به علت پیوستگی مطلب، آن دو را به همدیگر وصل می‌کرد و بدون وقف ادامه می‌داد. در نتیجه این توهم در مردم پدید آمد که این وصل، علامت انقطاع و تمام شدن آیه نیست؛ و در تعداد آیات قرآن روایات و نظرها مختلف شد، و هر فرقه و گروهی بر حسب روایاتی که در نظر آن‌ها بر دیگر روایات رجحان داشت عدد خاصی را ذکر کردند، تا این که همین اختلاف روایات باعث به وجود آمدن عددهای مختلف مکی، مدنی، کوفی، بصری و شامی در شمار آیات قرآن گردید.[۴]

در این بین عدد کوفی یعنی شش هزار و دویست و سی و شش (۶۲۳۶) آیه‌ است که از علی نقل شده‌است.